# 兵庫県立龍野実業高等学校
兵庫県立龍野実業高等学校（ひょうごけんりつたつのじつぎょうこうとうがっこう）は、兵庫県たつの市にあった公立高等学校である。全日制課程・定時制課程を併置していた。愛称・略称は龍実（たつじつ）、実高（じっこう）など。

## 沿革
- 1921年 - 揖保郡龍野町立商業補習学校として設立。
- 1923年 - 揖保郡龍野町立商業実修学校に校名変更し、龍野公会堂を仮校舎に充用
- 1924年 - 龍野小学校西に専用校舎新設し移転
- 1931年 - 現在地に移転。
- 1943年 - 県営移管、兵庫県立龍野商業学校と改称。
- 1944年 - 兵庫県立龍野工業学校と改称、土木科・建築科設置。
- 1946年 - 木材工芸科増設。
- 1948年 - 学制改革に伴い、新制兵庫県立龍野工業高等学校となる。
- 1949年 - 兵庫県立龍野実業高等学校と改称、商業科復活。
- 1958年 - 木材工芸科を工芸科と改称。
- 1960年 - 電気科増設。
- 1963年 - 工芸科をデザイン科と改称。
- 2008年4月 - 兵庫県立新宮高等学校との発展的統合により兵庫県立龍野北高等学校を新設。本校は募集停止。
- 2010年2月26日 - 閉校記念式典挙行（全日制課程）。
- 2011年2月 - 閉校記念式典挙行（定時制課程）。

## 学科
全日制課程
- 土木科1クラス
- 建築科1クラス
- 電気科1クラス
- デザイン科1クラス
- 商業科1クラス

定時制課程
過去には西播地域の専門学科の中心校として多数の分校を有していたが、そのすべてが独立もしくは廃止となっている。
- 1948年10月 - 定時制中心校・新宮分校・相生分校設置
- 1950年4月 - 定時制林田分校・神岡分校増設
- 1951年4月 - 定時制揖東分校増設
- 1952年4月 - 定時制相生分校を兵庫県立相生工業高等学校に移管
- 1953年4月 - 定時制揖保川分校増設
- 1956年4月 - 林田・神岡分校を統合し神林分校と改称（校舎林田）
- 1957年11月 - 揖東分校を太子分校と改称
- 1962年4月 - 定時制新宮分校（昼間部）を全日制に移行（家庭科設置）
- 1963年4月 - 全日制新宮分校家政科・被服科増設
- 1964年3月 - 神林分校・揖保川分校廃校
- 1965年4月 - 新宮分校分離独立、兵庫県立新宮高等学校として発足
- 1970年4月 - 太子分校分離独立、兵庫県立太子高等学校として発足

## 出身者
- 山本実（たつの市長）
- 川端賢樹（プロボクサー）
- 村上真之助（エスフーズ社長）
- 上田文人（ソニー・コンピュータエンタテインメントアートディレクター…代表作『ICO』『ワンダと巨像』）
- 上田好剛（元プロ野球選手）
- 柴田まゆみ（シンガーソングライター）